# Kriegerdenkmal Reesen (Erster Weltkrieg)

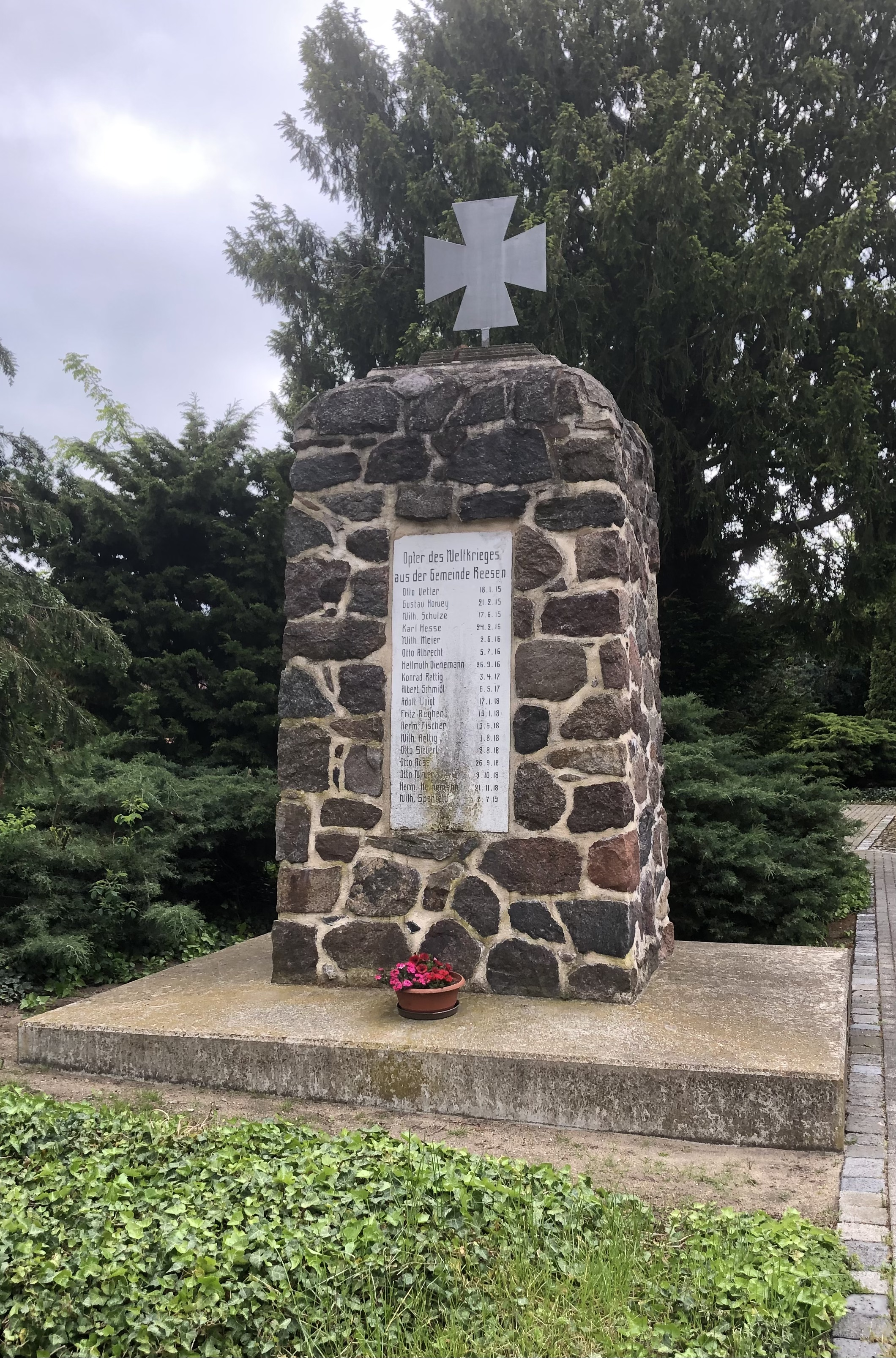
Kriegerdenkmal Reesen, 2021

Das Kriegerdenkmal Reesen ist ein denkmalgeschütztes Kriegerdenkmal in der Ortschaft Reesen der Stadt Burg (bei Magdeburg) in Sachsen-Anhalt. Es wurde errichtet zum Gedenken der Reesener Kriegsopfer im Ersten Weltkrieg. Im örtlichen Denkmalverzeichnis ist das Kriegerdenkmal unter der Erfassungsnummer 094 71313 als Baudenkmal verzeichnet.

## Lage
Das Denkmal befindet sich nordwestlich der Dorfkirche Reesen auf dem Kirchhof. Etwas weiter östlich steht das Kriegerdenkmal Reesen für die Gefallenen des Zweiten Weltkriegs.

## Gestaltung
Das Denkmal ist als aus Feldsteinen errichteter, aufrecht stehender Quader gestaltet. Der Quader steht auf einem sehr flachen Sockel. In seiner zur Straße hin ausgerichteten Westseite ist eine Tafel mit den 18 Namen der Gefallenen eingelassen. Auf der Spitze befindet sich ein Eisernes Kreuz.

## Inschriften
Die Inschrift lautet:
Opfer des Weltkrieges

aus der Gemeinde Reesen

| Otto Vetter        | 18.1.15  |
| Gustav Howey       | 21.2.15  |
| Wilh. Schulze      | 17.6.15  |
| Karl Hesse         | 24.2.16  |
| Wilh. Meier        | 2.6.16   |
| Otto Albrecht      | 5.7.16   |
| Hellmuth Dienemann | 26.9.16  |
| Konrad Rettig      | 3.4.17   |
| Albert Schmidt     | 6.5.17   |
| Albert Voigt       | 17.1.18  |
| Fritz Reyher       | 19.1.18  |
| Herm. Fischer      | 13.6.18  |
| Wilh. Rettig       | 1.8.18   |
| Otto Siebert       | 2.8.18   |
| Otto Rose          | 26.9.18  |
| Otto Winter        | 3.10.18  |
| Herm. Heinemann    | 21.11.18 |
| Wilh. Sperfeld     | 7.7.19   |

Auf der Rückseite befindet sich eine zum Teil verwitterte Inschrift, die wohl lautet:
1914-1918

Den Gefallenen zum Gedenken.

Den Lebenden zur Mahnung.
Die beiden letzten Worte sind jedoch nicht mehr lesbar.